# Talegalla
Talegalla és un gènere d'ocells de la família dels megapòdids (Megapodiidae). Aquests talègols habiten en zones de selva de Nova Guinea i illes properes.

## Llista d'espècies
Se n'han descrit tres espècies dins aquest gènere:
- Talegalla cuvieri - Talègol bec-roig.
- Talegalla fuscirostris - Talègol becnegre.
- Talegalla jobiensis - Talègol cama-roig